# لويس رويز (لاعب كرة قدم)
لويس رويز (بالإسبانية: Luis Ruiz) (3 أغسطس 1997 بكاراكاس في فنزويلا - ) هو لاعب كرة قدم فنزويلي في مركز الوسط.

## وصلات خارجية
- لويس رويز (لاعب كرة قدم) على موقع قاعدة بيانات كرة القدم.إي يو (الإنجليزية)
- لويس رويز (لاعب كرة قدم) على موقع Soccerway.com (الإنجليزية)